# Occhio ai fantasmi!
Occhio ai fantasmi! (ちいさなおばけアッチ・コッチ・ソッチ?, Chiisana obake Acchi, Kochi, Sochi) è un anime giapponese prodotto dallo studio d'animazione Pierrot. La serie è composta da 50 episodi ed è stata trasmessa in Giappone su Nippon Television dal 9 aprile 1991 al 31 marzo 1992 mentre in Italia dapprima su Italia 1, nel luglio 1999 e successivamente su Junior TV.

## Trama
La serie segue le avventure di Broccoletto, Fragolina e Tortellino: un trio di Fantasmino che si divertiranno a farne delle belle. 

## Doppiaggio
| Personaggio | Doppiatore originale | Doppiatore italiano  |
| ----------- | -------------------- | -------------------- |
| Broccoletto | Yōko Teppōzuka       | Veronica Pivetti     |
| Fragolina   | Yūko Mizutani        | Marina Massironi     |
| Tortellino  | Taeko Kawata         | Adriana Libretti     |
| Giulia      |                      | Grazia Migneco       |
| Matthew     |                      | Pasquale Ruju        |
| Paco        |                      | Cinzia Massironi     |
| Poco        |                      | Lara Parmiani        |
| Summer      | Aya Hisakawa         | Elisabetta Cesone    |
| Sindaco     |                      | Antonio Paiola       |
| Narratrice  | Fumi Hirano          | Patrizia Salmoiraghi |